# Нефтепровод Грозный — Туапсе
Нефтепровод Грозный — Туапсе — первый крупный советский магистральный нефтепровод из труб среднего диаметра.

## Предыстория
Ещё в начале весны 1911 года Съезд Терских нефтепромышленников предписал начать изыскания «для большого нефтепровода от Грозного до Чёрного моря» пропускной способностью до 100 млн пудов в год. Первые исследования по проектированию трассы нефтепровода Грозный — Туапсе в дореволюционный период 1917 года проводил концерн «Shell Transport and Trading Company». Международный концерн «Роял Датч Шелл», у которого в собственности было восемь крупных нефтедобывающих компаний в Грозном, Майкопе и Баку провёл своими силами изыскания по нескольким направлениям вероятного трубопровода — на Новороссийск,Туапсе и Поти. В конце 1919 года группа предпринимателей во главе с руководителями богатейших нефтепромышленных фамилий Гукасовых и Стахеевых вошла в соглашение с Терским казачьим войском о строительстве нефтепровода до Туапсе. Однако совершить этого не успела, потому что уже в марте 1920 года в Грозный вступили части Красной армии.

## История
Построен в 1927—1928 годах для транспортировки нефти из грозненского района нефтедобычи к побережью Чёрного моря в порт Туапсе. 29 августа 1924 года СТО признал необходимым приступить к сооружению нефтепровода Грозный — Чёрное море, 5 июня 1925 года — утвердил проект нефтепровода Грозный — Туапсе и нефтеперегонного завода в город Туапсе. 1 апреля 1927 года был учреждён Комитет по сооружению нефтепровода и новых заводов в Туапсе (председатель — управляющий трестом «Грознефть» И. Н. Опарин, зам. — В. А. Миллер, члены — Н. И. Родненский, Ф. П. Чамров, А. А. Образцов и И. Н. Аккерман, управляющий делами комитета — И. В. Покровский). Изысканиями, проектированием и строительство нефтепровода руководил инженер А. А. Образцов. Экспертизу проекта и строительства нефтепровода осуществляла Экспертно-техническая комиссия Госплана СССР под руководством академика В. Г. Шухова. При проектировании нефтяной магистрали для повышения пропускной способности нефтепровода были впервые использованы петли трубопровода, разработанные В. Г. Шуховым. Большинство сооружений по линии нефтепровода спроектированы архитектором К. А. Дулиным.
С 1917 по 1926 год магистральные нефтепроводы в СССР не строились. 2 марта 1927 года началось строительство туапсинского участка нефтепровода и нефтеперерабатывающего завода в Туапсе. При строительстве нефтепровода использовались 10-дюймовые стальные трубы отечественного производства. Для соединения труб на нефтепроводе Грозный — Туапсе впервые в мире была применена электродуговая сварка. Нефтепровод возводился ударными темпами. В строительстве были задействованы: 4 тысячи красноармейцев, 14 паровозов, 17 грузовых машин и 32 трактора. К концу 1927 года были вчерне построены все 11 перекачивающих станций. Протяжённость нефтепровода составила 618,4 км.
Нефтепровод Грозный — Туапсе был торжественно открыт 7 ноября 1928 года одновременно с нефтяным пирсом в Туапсе, с которого началась жизнь нефтеналивного района Туапсинского порта. 5 декабря 1928 года в резервуары туапсинской нефтебазы поступила первая нефть. В 1938 году началась добыча нефти в Краснодарском крае. Головной участок нефтепровода был использован как продуктопровод, а по конечному его участку транспортировалась нефть от краснодарских промыслов в районе Майкопа до Туапсе.
Ориентировочно с 1986 года, после сооружения нефтепровода Тихорецк — Туапсе, нефтепровод Грозный — Туапсе перестал эксплуатироваться.
Туапсинский нефтеперерабатывающий завод и нефтебаза, осуществляющая перевалку нефтепродуктов на железную дорогу и на морские суда (ныне эта база — ООО «РН-Морской терминал Туапсе»), были построены как элементы инфраструктуры нефтепровода Грозный — Туапсе.